# إلينغتون (ويسكونسن)
إلينغتون (بالإنجليزية: Ellington, Wisconsin)‏ هي بلدة تقع بولاية ويسكونسن في الولايات المتحدة. تبلغ مساحتها 90.7 (كم²)، وترتفع عن سطح البحر 234 م، بلغ عدد سكانها 2535 نسمة في عام 2000 حسب إحصاء مكتب تعداد الولايات المتحدة وتصل الكثافة السكانية فيها 28.1 نسمة/كم2.

## وصلات خارجية
- https://web.archive.org/web/20160207024633/http://townofellington.org/default.aspx
- The US50 - Cities and Towns in Wisconsin State
- Wisconsin Cities and Towns, Facts, Map, Flag, Colleges, Government, and More